# الفساد في لوكسمبورغ
يتم فحص الفساد في لوكسمبورغ في هذه الصفحة.

## المدى
مستوى الفساد في لوكسمبورغ منخفض للغاية بشكل عام، وهناك إطار قانوني قوي لمكافحة الفساد. التنفيذ الفعال لقوانين مكافحة الفساد. ومع ذلك، يظهر الفساد السياسي. وفقًا لمقياس الفساد العالمي لمنظمة الشفافية الدولية لعام 2013, فإن 53٪ من الأسر التي شملتها الدراسة تعتبر الأحزاب السياسية «فاسدة» أو «فاسدة للغاية», و 33٪ لها نفس الرأي حول البرلمان. علاوة على ذلك، يعتبر عدد كبير من الأسر التي شملتها الدراسة أن مكافحة الحكومة للفساد «غير فعالة» وأن الفساد قد ازداد خلال العامين الماضيين.
يصنف مؤشر مدركات الفساد لعام 2017 الصادر عن منظمة الشفافية الدولية الدولة في المرتبة الثامنة من بين 180 دولة.
فيما يتعلق بالأعمال التجارية والفساد، لا تعتبر الشركات الفساد عقبة أمام ممارسة الأعمال التجارية في لوكسمبورغ، وفقًا لتقرير التنافسية العالمية للمنتدى الاقتصادي العالمي 2013-2014. ومع ذلك، تشير عدة مصادر أخرى إلى أن التداخل بين الأعمال والسياسة في لوكسمبورغ يعطي فرصًا للفساد، ولا توجد مدونة سلوك تركز على الفساد وتضارب المصالح والمحسوبية لمسؤولي المشتريات.

## روابط خارجية
- ملف الفساد في لوكسمبورغ من بوابة مكافحة الفساد في قطاع الأعمال